# Formulary
Formulary war eine wissenschaftliche Fachzeitschrift, die vom Advanstar Communications-Verlag veröffentlicht wurde. Die Zeitschrift erschien mit zwölf Ausgaben im Jahr. Es wurden Arzneimittel-bezogene Informationen veröffentlicht. 2013 wurde die Zeitschrift eingestellt.
Der Impact Factor wurde letztmals im Jahr 2013 ermittelt und lag damals bei 0,37. Nach der Statistik des ISI Web of Knowledge wurde das Journal mit diesem Impact Factor in der Kategorie Pharmakologie und Pharmazie an 240. Stelle von 256 Zeitschriften geführt.